# Clavier-Übung

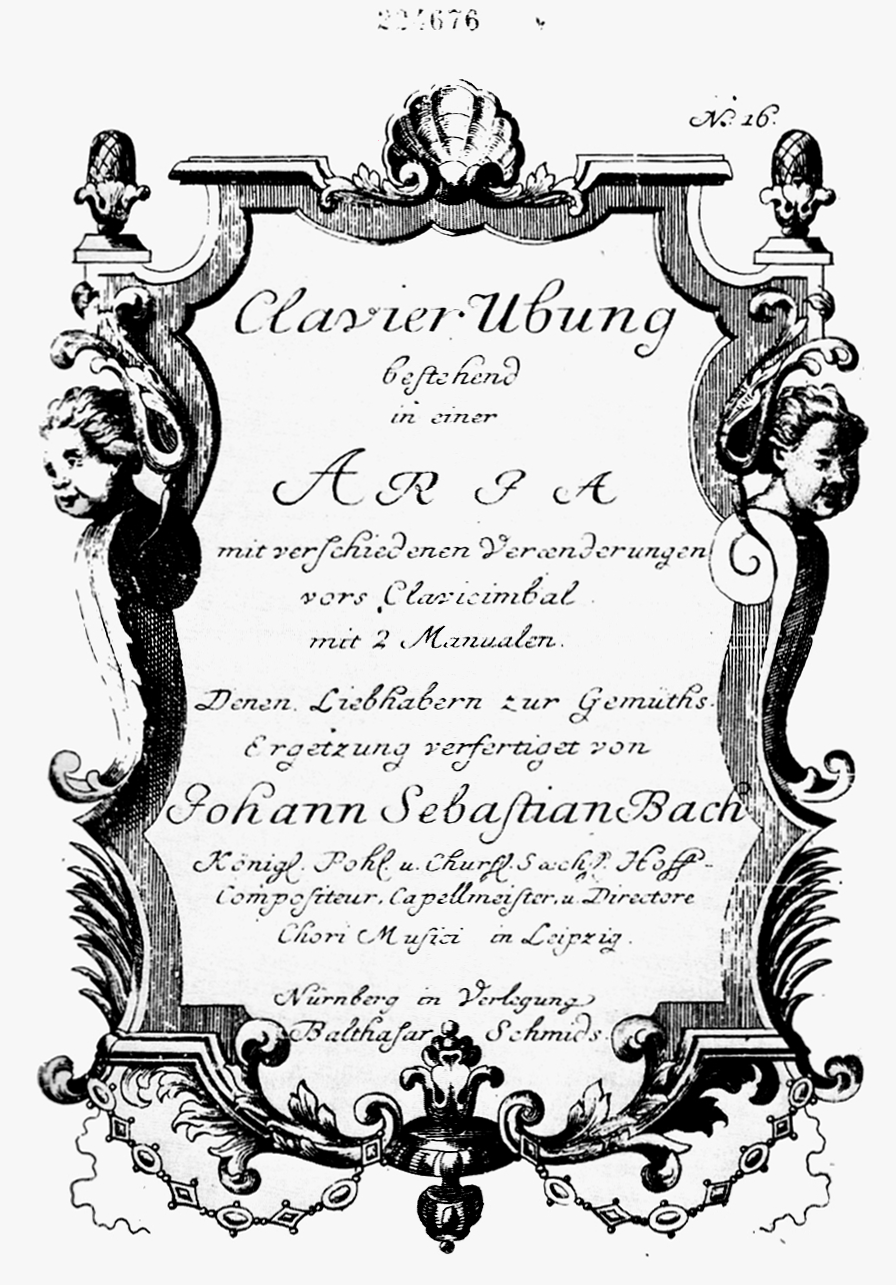
Portada de la primera edició de la quarta part de les Clavier-Übung de Bach, que inclou les conegudes Variacions Goldberg.

Clavier-Übung, o Klavierübung en alemany modern, significa en una traducció lliure de l'alemany "exercici del teclat". És un títol genèric que diversos compositors de música han vingut utilitzant des del segle xvii i xviii, per a diferents compilacions de la seva obra per a teclat.
Segurament el primer compositor en utilitzar aquest nom va ser Johann Kuhnau el 1689. Actualment s'associa per defecte a l'obra del mateix nom de Johann Sebastian Bach.

## Composicions amb el títolClavier-Übung
Entre els compositors que van publicar obres amb aquest títol poden citar-se els següents:
- El Clavier-Übung de Johann Sebastian Bach, que té quatre parts:
  - "Clavier-Übung Part I": Sis partites, BWV 825-830 (1726–1730)
  - "Clavier-Übung Part II": Concerto italià i Obertura francesa (1735)
  - "Clavier-Übung Part III": dedicada en la seva integritat a l'orgue, incloent el Preludi i fuga en mi bemoll major, BWV 552, els Preludis corals, BWV 669-689, també anomenats Missa alemanya per a orgue (Deutsche Orgelmesse) i els Quatre duets, BWV 802-805 (1739).
  - Clavier-Übung [IV, que no apareix en la portada]: Ària amb diverses variacions, posteriorment conegudes com a Variacions Goldberg (1741)

- Johann Christoph Bach (1673-1727)
  - Clavier-Übung[4]
- Ferruccio Busoni
  - Klavierübung (1918–1925)
- Christoph Graupner:
  - Leichte Clavier-Übungen (c.1730)
- Johann Ludwig Krebs

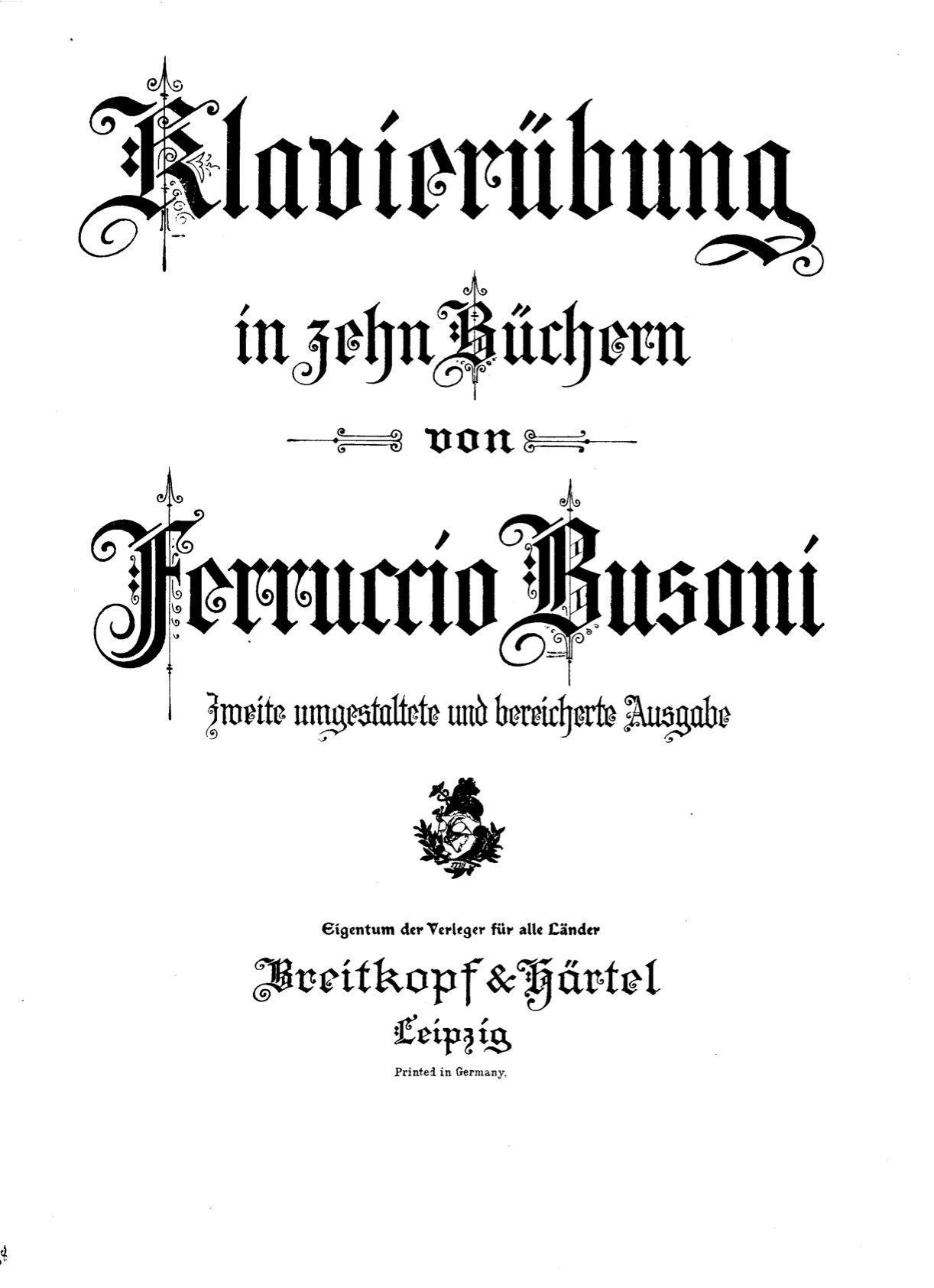
Portada de la 2a edició del Klavierübung de Busoni.

  - Clavier Ubung Bestehend in verschiedenen vorspielen und veränderungen einiger Kirchen Gesaenge Nürnberg, J.O. Haffner, c. 1744)
  - Clavier-Ubung bestehet in einer […] Suite […] Zweyter Theil (Nürnberg, J.O. Haffner, c. 1744)
  - Clavier-Ubung bestehend in sechs Sonatinen … IIIter Theil (Nürnberg, J.O. Haffner, c. 1744)
- Johann Krieger
  - Anmuthige Clavier-Übung (1698), que inclou algun ricercare, preludis, fugides i una tocata per a pedaler.[5]
- Johann Kuhnau:[2][3]
  - Neuer Clavier-Übung, erster Theil (1689)
  - Neuer Clavier-Übung, anderer Theil (1692)
- Vincent Lübeck
  - Clavier Übung (1728)
  - Clavier Übung en tres parts, 18 sonates per a clavecí (1738–c.1745)
  - Clavier Übung en dues parts, 24 preludis per a orgue o clavecí (1739–42)